# Fatti di Watts
I fatti di Watts indicano una sommossa a sfondo razziale, d'imponente portata, durata per sei giorni nell'agosto 1965 e scaturita dalle costanti discriminazioni razziali, abusi, e violenze da parte del Dipartimento di Polizia di Los Angeles (LAPD), ma anche da discriminazioni continue verso la comunità nera in ambito lavorativo e abitativo. 
I centri maggiormente colpiti furono Watts, un distretto di Los Angeles, e i sobborghi contigui, anch'essi interessati da continui disordini multietnici. Alla fine della sommossa si contarono 34 morti, 1 032 feriti e 3 952 arresti. Si trattò di una delle rivolte più crude e violente della storia degli Stati Uniti d'America, superata per entità di danni solo dalla rivolta di Los Angeles.

## Storia

### L'arresto di Marquette Frye
I disordini iniziarono l'11 agosto, quando Lee Minikus, un poliziotto della California Highway Patrol, fermò Marquette Frye, un uomo afroamericano in apparente stato di ebbrezza per via della propria andatura irregolare in automobile. Dopo aver eseguito i controlli standard del test anti-droga e verifiche per accertarne l'eventuale ubriachezza, Frye venne portato al distretto di Watts. Il caso si complicò quando Ronald Frye, fratello di Marquette, richiese al distretto di concedergli il ritiro dell'auto per riportarla a casa, ma Minikus, incaricato delle indagini, negò l'autorizzazione al ritiro poiché l'auto era sotto sequestro.
Lo stesso giorno dell'arresto, alcune persone di colore contestarono la scelta della polizia, mostrando rumorose proteste in favore dell'arrestato. Passati i manifestanti afroamericani da poche decine a centinaia, la situazione cominciò a sfuggir di controllo. Alla manifestazione si aggiunsero Ronald e sua madre, che insieme alla folla iniziarono a contestare in modo violento, lanciando sassi e oggetti vari contro il dipartimento di polizia in cui era rinchiuso Marquette.
Vennero quindi arrestate altre tre persone, due delle quali erano Ronald Frye e la madre, ma la violenza dilagò senza che la polizia potesse fare nulla, e nei sei giorni che seguirono il sobborgo venne messo a ferro e fuoco.

### La rivolta

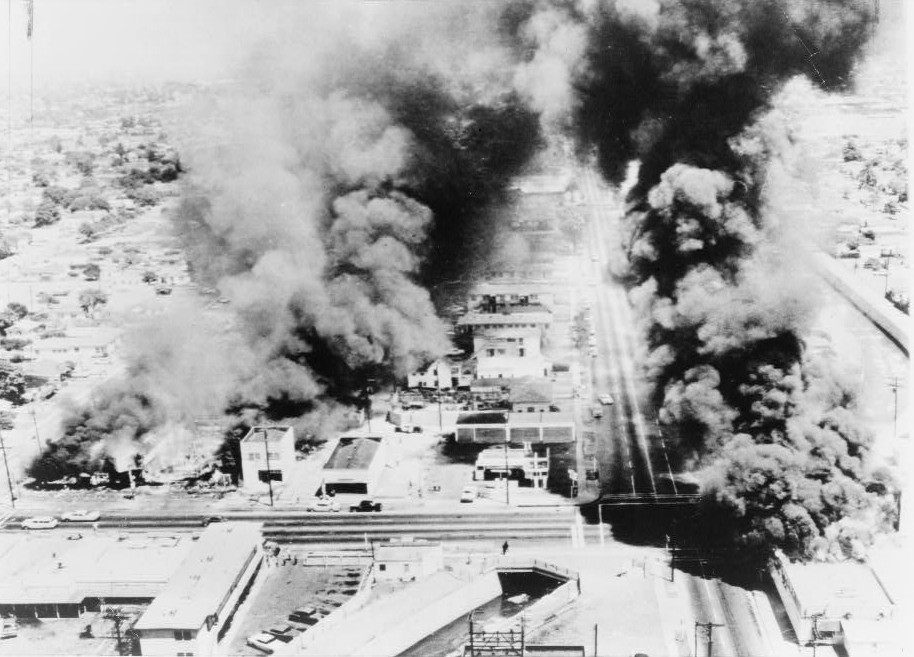
Edifici incendiati durante la rivolta.

L'annuncio dei nuovi arresti, nei tre casi nuovamente persone di colore, scatenò la sommossa. Nel primo giorno vennero distrutti negozi appartenenti sia a bianchi sia a neri e incendiati edifici, mentre si susseguirono le risse, le aggressioni e le missioni punitive a sfondo razziale da entrambe le parti, nonché atti di vandalismo. La polizia non reagì, ma venne comunque coinvolta da centinaia di manifestanti di colore che scelsero la violenza, ingaggiando scontri feroci con le forze dell'ordine e impedendo agli uomini del Los Angeles Fire Department di spegnere gli incendi.
Gli scontri tra i bianchi americani e i neri si fecero sempre più violenti e accesi, tanto che agli atti di ordinario vandalismo si aggiunsero raid contro i negozi e incendi ad automobili appartenenti a persone di entrambe le fazioni. Pochissima gente, preferendo rimanere chiusa in casa lontana dagli scontri, non partecipò alla rivolta. Ad alimentare la tensione razziale vi furono anche le dichiarazioni di William Parker, direttore della LAFD, che in un'intervista descrisse gli afroamericani rivoltosi come "scimmie dello zoo".

### I danni
Lo Stato della California stimò i danni finali della sommossa sui 40 milioni di dollari, da aggiungere agli oltre mille edifici distrutti dalle fiamme. I danni superiori furono rilevati nel quartiere con concentrazione maggiore di bianchi, con incendi dolosi provocati nel centro urbano ai danni di attività commerciali e non.

## Cronologia degli eventi
- 11 agosto
  - Lee Minikus arresta Marquette Frye intorno alle 19 dopo aver effettuato un test sull'ebbrezza.
  - Alle 19 e 23 vengono arrestati Ronald e mamma Frye con l'accusa d'inneggiare alla violenza.
  - Alle 19 e 40 sale la tensione, centinaia di persone in segno di contestazione protestano dinanzi al dipartimento di polizia di Watts.
  - A partire dalla notte, proseguendo la mattina seguente, folle di manifestanti iniziano la rivolta distruggendo automobili e scrivendo murales con minacce di morte alla polizia.
- 12 agosto
  - Al fine di evitare il peggio, leader afroamericani del posto parlano ai manifestanti di colore cercando di dissuaderli dalla rivolta.
  - Alle 10 di mattina alcuni uomini della polizia annunciano di rimanere fuori dal servizio per alcuni giorni.
  - Alle 14 si tiene un incontro tra le comunità bianca, afroamericana, asiatica e altre minoranze per cercare un punto di collegamento. Il meeting fallisce e la situazione peggiora.
  - Alle 17 di sera il capodipartimento William Parker inizia a contattare i più vicini dislocamenti della Guardia Nazionale con l'intenzione di farli intervenire per aumentare il livello di sicurezza.
- 13 agosto
  - Nel quartiere residenziale e nel centro di Watts gli scontri si fanno più violenti, con esercizi commerciali dati alle fiamme.
  - Alle 17 il governatore chiama la Guardia Nazionale richiedendo un tempestivo intervento.
  - Tra le 16 e le 17 iniziano a essere uccise le prime persone, la polizia decide d'intervenire ingaggiando scontri brutali con i manifestanti.
  - Alle 22 altre forze dell'ordine in assetto anti-sommossa vengono impiegate in altri quartieri di Watts dove iniziano a dilagare altri scontri.
- 14 agosto
  - All'una di mattina oltre cento vigili del fuoco, sparsi in tutto il sobborgo, cercano di spegnere gli incendi.
  - Oltre 3 000 uomini della Guardia Nazionale intervengono direttamente alleviando gli scontri con centinaia di arresti.
  - Alla mezzanotte si aggiungono altre 10 000 truppe, arrivando a circa 13 900 uomini dispiegati nel sobborgo.
  - Viene firmato un provvedimento che inaugura un coprifuoco alle 20 di sera con l'arresto per i trasgressori.
- 15 agosto
  - I disordini si attenuano, iniziano a venir fuori i primi bilanci dei danni, con oltre 200 ml $ di proprietà andati distrutti in incendi.
  - La chiesa locale e le associazioni non governative danno sistemazione provvisoria e vitto ai contusi e ai rimasti senza casa.
  - Dal giorno suddetto sino alla domenica successiva rimangono a Watts meno di 300 uomini della Guardia Nazionale per tenere sotto controllo possibili ulteriori disordini.